# Устинов, Андрей Григорьевич
Устинов Андрей Григорьевич (род. 1909) — советский горняк.

## Биография
Родился в 1909 году.
Бурщик рудника Одрабаш в годы Великой Отечественной войны.
Работал проходчиком на Таштагольском руднике КМК.
В 1959 году получил звание Героя Социалистического Труда.

## Награды
- Медаль Серп и Молот;
- Орден Ленина;
- Медаль «За трудовое отличие».